# محمد عبد المطلب فنيش
محمد فنيّش (1953  -)، سياسي لبناني، ويعتبر أحد القياديين البارزين في حزب الله.

## عن حياته
- حاصل على إجازة في الرياضيات من كلية العلوم في الجامعة اللبنانية[1]، وإجازة في العلوم السياسية من كلية الحقوق والعلوم السياسية في الجامعة اللبنانية.[1]
- تولى عدة مسؤوليات قيادية في الحزب منها رئاسة المكتب السياسي، عضوية شورى القرار، مسؤولية منطقة الجنوب خلال فترة الاحتلال الإسرائيلي.
- انتخب نائبًا في مجلس النواب اللبناني عن أحد المقاعد الشيعية عن دائرة صور بعام 1992 [1]، كما أعيد انتخابه عن قضاء بنت جبيل في أعوم 1996 و2000 و2005 و2009.[1]
- شارك كوزير في عدة حكومات:[1]
  - من 19 يوليو 2005 إلى 11 يوليو 2008 وزيرًا للطاقة والمياه في حكومة الرئيس فؤاد السنيورة بعهد الرئيس إميل لحود، وكان قد استقال من منصبة في 11 نوفمبر 2006 مع الوزراء الشيعة الآخرين.
  - من 11 يوليو 2008 إلى 9 نوفمبر 2009 وزيرًا للعمل في حكومة الرئيس فؤاد السنيورة بعهد الرئيس ميشال سليمان.
  - من 9 نوفمبر 2009 إلى 13 يونيو 2011 وزير دولة لشؤون التنمية الإدارية في حكومة الرئيس سعد الدين الحريري بعهد الرئيس ميشال سليمان.
  - من 13 يونيو 2011 إلى 15 فبراير 2014 أعيد تعيينه وزير دولة لشؤون التنمية الإدارية وذلك في حكومة الرئيس نجيب ميقاتي بعهد الرئيس ميشال سليمان.
  - من 15 فبراير 2014 إلى 17 ديسمبر 2016 وزير دولة لشئون مجلس النواب وذلك في حكومة الرئيس تمام سلام في عهد الرئيس ميشال سليمان.
  - في 17 ديسمبر 2016 عين وزيراً للشباب والرياضة في حكومة الرئيس سعد الدين الحريري بعهد الرئيس ميشال عون.

## حياته الأسرية
متزوج من حنان سلمان، ولهما من الأبناء:
- مريم.
- ياسر.
- حمزة.
- فاطمة.
- علي الرضا.
- زينب.
- حسين.